# Eris (draagraket)

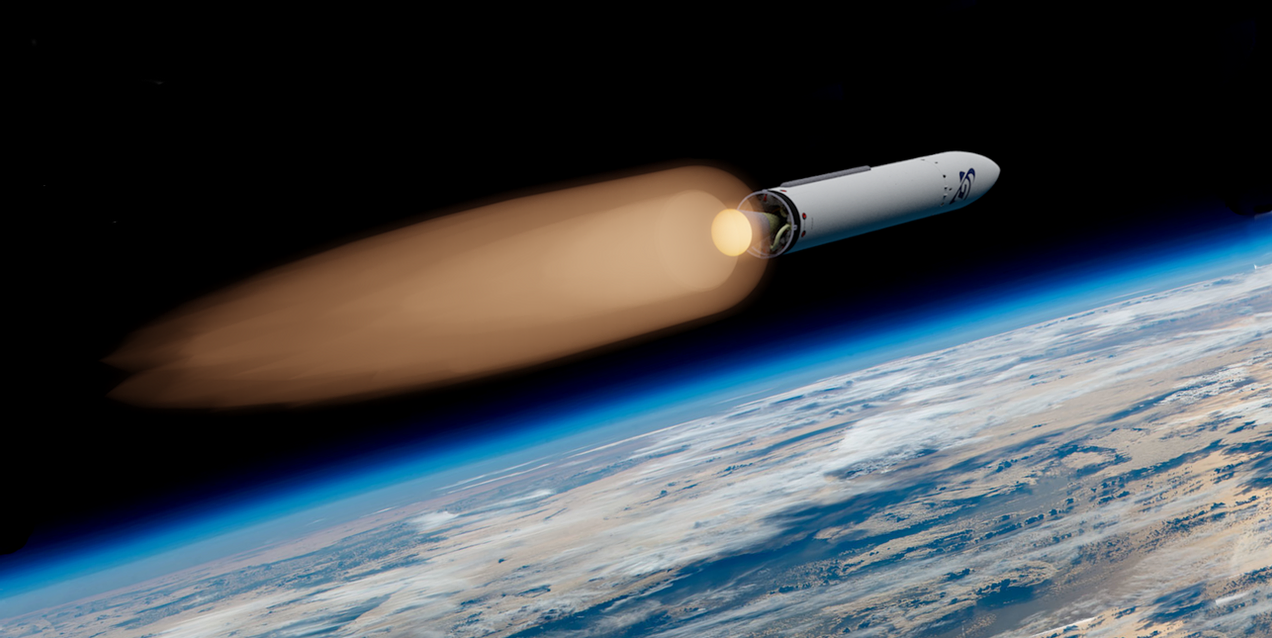
Tweede trap van de Eris-raket

Eris is een Australische draagraket gebouwd door Gilmour Space Technologies.

## Structuur en technische gegevens

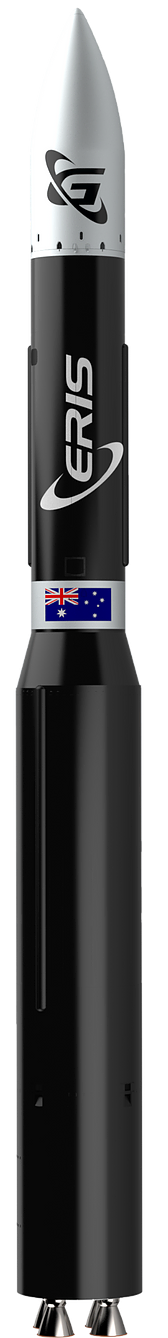
Gilmour Space's Eris-1

De Eris is 25 meter hoog en bestaat uit drie trappen, waarvan de eerste twee een hybride voortstuwing gebruiken, d.w.z. motoren met vaste brandstof en vloeibare oxidator. Het is 's werelds eerste orbitale raket met een hybride voortstuwingssysteem. Deze motoren zijn ontwikkeld door Gilmour Space zelf. De gebruikte oxidator is waterstofperoxide, terwijl het type vaste brandstof wordt behandeld als een bedrijfsgeheim. De derde trap maakt gebruik van een conventionele motor die raketkerosine verbrandt met vloeibare zuurstof.
In de eerste versie, genaamd "Block 1", zal Eris naar verwachting ladingen tot 305 kg kunnen lanceren in een baan om de aarde op 500 km hoogte.

## Testflight 1
De eerste lancering was gepland voor 30 juli 2024 vanaf Bowen Orbital Spaceport, maar op 15 mei 2025 werd gemeld dat om technische reden, de tweede lanceringspoging was uitgesteld.
Op 16 juli 2025 werd een nieuwe poging aangekondigd die op 30 juli werd ondernomen. De raket steeg enkele tientallen meters op waarna deze rechtstandig zijwaarts bewoog om vervolgens richting de grond te zakken en te exploderen. Bijna onmiddellijk na de lancering viel een van de vier motoren uit, waarna ook een tweede motor uitviel en de raket rechtop naar beneden kwam en bij de landing omver viel.

## Testflight 2
Een tweede raket is in juli 2025 al in aanbouw en zou volgens Gilmour Space al in het eerste kwartaal van 2026 gelanceerd kunnen worden.